# 四百州
四百州是指中國唐朝時期天下有三百餘州，後以其成數“四百州”指代中國全土。
州在东汉末年，成为正式的一级行政区，但歷經三国、南北朝，多个政权并立，行政区划多有变化。州的行政區數量從晉朝的二十一州不斷細分。到隋朝取代北周前，中国北方已有二百二十餘州（除211州外，另有15州存疑:13），數量膨脹至十倍。当代研究者总结的数据，一、《隋书·地理志》北周大象二年，北周有211州；二、《隋书·地理志》记，大业三年（607年），全国总州数183；三、《括地志》记，唐朝贞观十三年（639年），全国总州数328；四、《通典》记，天年十二载（753年）前后，全国总州数328；五、《元和郡县图志》记，翁俊雄补足，全国总州数336:15。
州的数目不断增加，导致州的轄域不断縮小，小至郡的規模，是故原州郡二級制的行政區劃改為單獨置州的情況，除大業、天寶年間曾兩度改州為郡外，其餘時刻均以州的面貌呈現。唐太宗时，正州与羁縻州区别开来。唐朝正州数则维持在三百多:29—30。故在唐朝产生四百州的名稱，歷代海內外的文人也以四百州視之為中國的代稱。

## 典故
- 唐朝佚名《千歲寶掌和尚返飛來峰棲石竇題句》：「行盡支那四百州，此中偏稱道人遊。」
- 宋朝汪元量《湖州歌》之六：「夕陽一片寒鴉外，目斷東西四百州。」
- 元朝王沂《題天衣寺》：「歸來野鶴三千歲，覽盡支那四百州。」
- 清朝黃遵憲 《再述》：「羽檄飛馳四百州，先防狼角後髦頭。」
- 柳亞子 《放歌》：「沉沉四百州，屍冢遙相望。」
- 林朝崧：「共和新國耀寰球，名冠中華四百州。」
- 日本乃木希典：「斗瓢傾盡醉餘梦，踏破支那四百州。」